# 최철웅 (정치인)
최철웅(崔哲雄, 1936년 2월 29일~1983년 10월 10일)은 조선민주주의인민공화국의 군인 출신 정치인이다.

## 생애
1936년 2월 29일에 일제강점기 조선 평안북도 태어난 그는 평양문학대학을 졸업한 뒤, 조선인민군에 입대했다. 이후 조선로동당 중앙위 지도원, 부과장, 과장, 부부장, 중앙위 선전선동부 부부장과 만수대예술단 당 비서를 지냈으며, 1983년 10월 10일에 사망한 뒤 애국렬사릉에 안치되었다.